# Juventus Italia Football Club 1924-1925
Questa pagina raccoglie le informazioni riguardanti la Juventus Italia Football Club nelle competizioni ufficiali della stagione 1924-1925.

## Stagione
Nella stagione 1924-1925 la Juventus Italia ha disputato il girone B del campionato di Seconda Divisione Nord e con 17 punti si è piazzata in quinta posizione appaiata al Monza.

## Rosa
| N. |                   | Ruolo | Calciatore        |
| -- | ----------------- | ----- | ----------------- |
|    | Italia (bandiera) | P     | Begna             |
|    | Italia (bandiera) | D     | Luigi Besia       |
|    | Italia (bandiera) | C     | Riccardo Cerri    |
|    | Italia (bandiera) | A     | Comi              |
|    | Italia (bandiera) | P     | Egidio Fontana    |
|    | Italia (bandiera) | A     | Galli             |
|    | Italia (bandiera) | A     | Lillo             |
|    | Italia (bandiera) | C     | Maggi (II)        |
|    | Italia (bandiera) | A     | Ermanno Missaglia |

| N. |                           | Ruolo | Calciatore           |
| -- | ------------------------- | ----- | -------------------- |
|    | Italia (bandiera)         | P     | Martinet             |
|    | non conosciuta (bandiera) | A     | Pagenstecher         |
|    | Italia (bandiera)         | D     | Cesare Paltenghi (c) |
|    | Italia (bandiera)         | C     | Pirotta              |
|    | Italia (bandiera)         | D     | Ponti                |
|    | Italia (bandiera)         | A     | Sangiovanni          |
|    | Italia (bandiera)         | D     | Giuseppe Sessa       |
|    | Italia (bandiera)         | C     | Vanoli               |